# Marklita
La marklita és un mineral de la classe dels carbonats. Rep el seu nom del Dr. Gregor Markl (1971), mineralogista alemany a la Universitat de Tübingen, qui va trobar l'espècimen tipus d'aquesta espècie, pels seus nombrosos estudis i llibres sobre la petrologia de l'escorça terrestre, geoquímica i específicament en els minerals hidrotermals en els dipòsits de la zona de la Selva Negra (gènesi, alteració oxidativa, mineralogia i geoquímica).

## Característiques
La marklita és un carbonat de fórmula química Cu₅(CO₃)₂(OH)₆·6H₂O. Va ser aprovada com a espècie vàlida per l'Associació Mineralògica Internacional l'any 2016. Cristal·litza en el sistema monoclínic. Visualment és similar a la devil·lina i a la serpierita. Químicament és similar a la georgeïta, a la claraïta (amb zinc) i a la cuproartinita (amb magnesi), així com a l'atzurita i la malaquita (sense les molècules d'aigua).

## Formació i jaciments
Va ser descoberta a la mina Friedrich-Christian, a la vall de Wildschapbach, al massís de la Selva Negra (Baden-Württemberg, Alemanya). Es tracta de l'únic indret on ha estat trobada aquesta espècie mineral.